# Tectura depicta
Tectura depicta is een slakkensoort uit de familie van de Lottiidae. De wetenschappelijke naam van de soort is voor het eerst geldig gepubliceerd in 1842 door Hinds.